# Amphithéâtre grec (Magnolia)
L'Amphithéâtre grec est un amphithéâtre en plein air sur le campus de l'Université de l'Arkansas du Sud (SAU), à Magnolia, dans l'Arkansas (États-Unis). Situé à l'angle sud-est du campus, c'est le seul espace de représentation de ce type dans le sud de l'Arkansas et il a régulièrement été le théâtre d'événements universitaires. Il a été construit en 1938 par un effort combiné de l'Administration nationale de la jeunesse, du programme de travaux du New Deal et de la promotion de 1936 de Magnolia A & M, comme s'appelait alors la SAU. Il dispose d'un surface assise de 103 pieds (31,4 mètres) de large et environ 83 pieds (25,3 mètres) de profondeur. Tous ses principaux éléments, y compris la surface assise et la scène, sont en béton. 
L'amphithéâtre a été inscrit au registre national des lieux historiques en 2005.  